# Vinsonella caeca
Vinsonella caeca is een keversoort uit de familie vliegende herten (Lucanidae). De wetenschappelijke naam van de soort is voor het eerst geldig gepubliceerd in 1940 door Arrow.